# Lidia Camprubí i Barris
Lidia Camprubí i Barris (Manresa, Bages, 13 de març de 1946 - Manresa, Bages, 8 de desembre de 1968) fou una nedadora catalana, membre del Club Natació Manresa.

## Biografia
La seva germana Marta Camprubí recordava que totes dues vam començar a anar a la piscina de molt petites, quan les dones només hi podien anar els dimecres de 7 a 11 del matí. Fora d'aquest horari no estava ben vist que les nenes o les dones freqüentessin la piscina, es considerava un ambient només per a homes.
El 18 de juny del 1955 es va inaugurar la piscina coberta del Club Natació Manresa i l'entitat va fitxar gairebé dos anys després l'entrenador neerlandès Cor Braasem, una figura decisiva en la carrera esportiva de la Lidia.
Entre el 1957 i el 1962, va obtenir uns grans resultats, als 13 anys, la manresana va fer el rècord català de 200 metres lliures. I el 1960 no va anar als Jocs Olímpics de Roma, tot i que tenia la marca mínima, perquè Espanya no hi podia enviar dues nedadores i la canària Rita Pulido va ser l'afortunada.
Medalles i records van coronar una trajectòria interrompuda el 8 de desembre del 1968 quan viatjava de copilot en un 600.